# اوله نفستاد
اوله نفستاد (انگلیسی: Ole Nafstad; ۲۰ فوریهٔ ۱۹۴۶ – ) قایقران روئینگ اهل نروژ بود.
وی در مسابقات کشوری و بین‌المللی در مجموع برندهٔ ۲ مدال نقره، ۱ مدال برنز شده‌است.